# HD 128713
HD 128713，又名CP-55 6107，SAO 241898、HR 5461，是一颗恒星，视星等为6.3，位于銀經317.63，銀緯3.29，其B1900.0坐标为赤經14h 33m 19.1s，赤緯-56° 3.29′ 33″。